# Triple croche

Une triple croche.

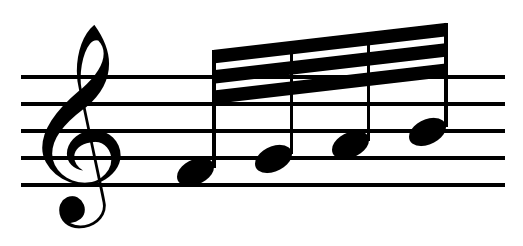
Quatre triples croches ligaturées.

Un huitième de soupir.

En musique, une triple croche est une note jouée sur un quart de la durée d'une croche. Elle dure deux fois moins longtemps qu'une double croche et deux fois plus longtemps qu'une quadruple croche.
Un symbole connexe est le huitième de soupir, qui désigne un silence de la même durée qu'une triple croche.

## Notation
Les triples croches sont notées avec une tête ovale remplie et une hampe droite avec trois crochets. Une seule triple croche est toujours accompagnée de crochets, tandis que deux ou plus sont généralement ligaturées.
Comme pour toutes les notes avec hampe, les triples notes s'inscrivent avec des hampes à droite de la tête, s'étendant vers le haut, lorsqu'elles sont en dessous de la ligne médiane de la portée musicale. Lorsqu'elles sont sur ou au-dessus de la ligne médiane, elles s'inscrivent avec des hampes à gauche de la tête, s'étendant vers le bas. Les crochets sont toujours sur le côté droit de la hampe et se courbent vers la droite. Sur les hampes qui s'étendent vers le haut, les crochets commencent en haut et se courbent vers le bas ; pour les hampes qui s'étendent vers le bas, les crochets commencent au bas de la hampe et se courbent vers le haut.
Lorsque plusieurs triples croches ou croches (ou doubles croches, etc.) sont côte à côte, les crochets peuvent être reliés par une ligature. Des règles similaires s'appliquent aux petites divisions telles que les quadruples croches.

## Caractère
En Unicode, le symbole est U+1D162 𝅘𝅥𝅰 symbole musical triple croche (HTML : &#119138;).